# Северово
Северово је насеље у Србији у општини Ариље у Златиборском округу. Према попису из 2022. било је 159 становника. У насељу се налази осморазредна школа као издвојено одељење ОШ „Ратко Јовановић” из Крушчице.

## Демографија
У насељу Северово живи 253 пунолетна становника, а просечна старост становништва износи 47,6 година (44,5 код мушкараца и 51,0 код жена). У насељу има 114 домаћинстава, а просечан број чланова по домаћинству је 2,58.
Ово насеље је скоро у потпуности насељено Србима (према попису из 2002. године), а у последња три пописа, примећен је пад у броју становника.
|  |

| Демографија | Демографија | Демографија |
| Година      | Становника  | Становника  |
| ----------- | ----------- | ----------- |
| 1948.       | 728         |             |
| 1953.       | 761         |             |
| 1961.       | 780         |             |
| 1971.       | 603         |             |
| 1981.       | 494         |             |
| 1991.       | 403         | 402         |
| 2002.       | 294         | 295         |

| Етнички састав према попису из 2002.‍ | Етнички састав према попису из 2002.‍ | Етнички састав према попису из 2002.‍ | Етнички састав према попису из 2002.‍ | Етнички састав према попису из 2002.‍ |
| ------------------------------------ | ------------------------------------ | ------------------------------------ | ------------------------------------ | ------------------------------------ |
|                                      |                                      |                                      |                                      |                                      |
| Срби                                 | Срби                                 |                                      | 291                                  | 98,97%                               |
| Југословени                          | Југословени                          |                                      | 2                                    | 0,68%                                |
| Украјинци                            | Украјинци                            |                                      | 1                                    | 0,34%                                |
| непознато                            | непознато                            |                                      | 0                                    | 0,0%                                 |

| Година пописа     | 1948. | 1953. | 1961. | 1971. | 1981. | 1991. | 2002. |
| ----------------- | ----- | ----- | ----- | ----- | ----- | ----- | ----- |
| Број домаћинстава | 138   | 134   | 150   | 139   | 138   | 127   | 114   |

| Број чланова      | 1  | 2  | 3  | 4 | 5 | 6 | 7 | 8 | 9 | 10 и више | Просек |
| ----------------- | -- | -- | -- | - | - | - | - | - | - | --------- | ------ |
| Број домаћинстава | 33 | 42 | 12 | 9 | 9 | 4 | 4 | 1 | 0 | 0         | 2,58   |

| Пол    | Укупно | Неожењен/Неудата | Ожењен/Удата | Удовац/Удовица | Разведен/Разведена | Непознато |
| ------ | ------ | ---------------- | ------------ | -------------- | ------------------ | --------- |
| Мушки  | 136    | 47               | 73           | 14             | 2                  | 0         |
| Женски | 126    | 9                | 76           | 40             | 1                  | 0         |
| УКУПНО | 262    | 56               | 149          | 54             | 3                  | 0         |

| Пол    | Укупно                    | Пољопривреда, лов и шумарство | Рибарство                            | Вађење руде и камена | Прерађивачка индустрија       |
| ------ | ------------------------- | ----------------------------- | ------------------------------------ | -------------------- | ----------------------------- |
| Мушки  | 82                        | 69                            | 0                                    | 0                    | 7                             |
| Женски | 38                        | 35                            | 0                                    | 0                    | 2                             |
| УКУПНО | 120                       | 104                           | 0                                    | 0                    | 9                             |
| Пол    | Производња и снабдевање   | Грађевинарство                | Трговина                             | Хотели и ресторани   | Саобраћај, складиштење и везе |
| Мушки  | 0                         | 1                             | 2                                    | 0                    | 0                             |
| Женски | 0                         | 0                             | 0                                    | 0                    | 0                             |
| УКУПНО | 0                         | 1                             | 2                                    | 0                    | 0                             |
| Пол    | Финансијско посредовање   | Некретнине                    | Државна управа и одбрана             | Образовање           | Здравствени и социјални рад   |
| Мушки  | 0                         | 0                             | 0                                    | 3                    | 0                             |
| Женски | 0                         | 0                             | 0                                    | 0                    | 1                             |
| УКУПНО | 0                         | 0                             | 0                                    | 3                    | 1                             |
| Пол    | Остале услужне активности | Приватна домаћинства          | Екстериторијалне организације и тела | Непознато            | Непознато                     |
| Мушки  | 0                         | 0                             | 0                                    | 0                    | 0                             |
| Женски | 0                         | 0                             | 0                                    | 0                    | 0                             |
| УКУПНО | 0                         | 0                             | 0                                    | 0                    | 0                             |